# نمک بحرالمیت
نمک بحرالمیت (به انگلیسی: Dead Sea salt) به عنوان یکی از معادن برای استخراج برخی عناصر استفاده می‌شود، و از لحاظ ساختاری با نمک دیگر دریاها و اقیانوس‌ها بسیار متفاوت است. میزان نمک این دریاچه، ۹٫۶ برابر اقیانوس‌هاست. حتی با اینکه آب شیرین رودخانهٔ اردن به آن می‌ریزد، به خاطر اینکه این آب جایی برای رفتن ندارد، همانجا تبخیر می‌شود و چیزی که باقی می‌ماند، دنیایی از نمک است.

## تاریخچه
نمک بحرالمیت توسط مردم مصر باستان برای ساختن مرهم، کرم پوست و صابون مورد استفاده قرار گرفت.

## ترکیبات معدنی

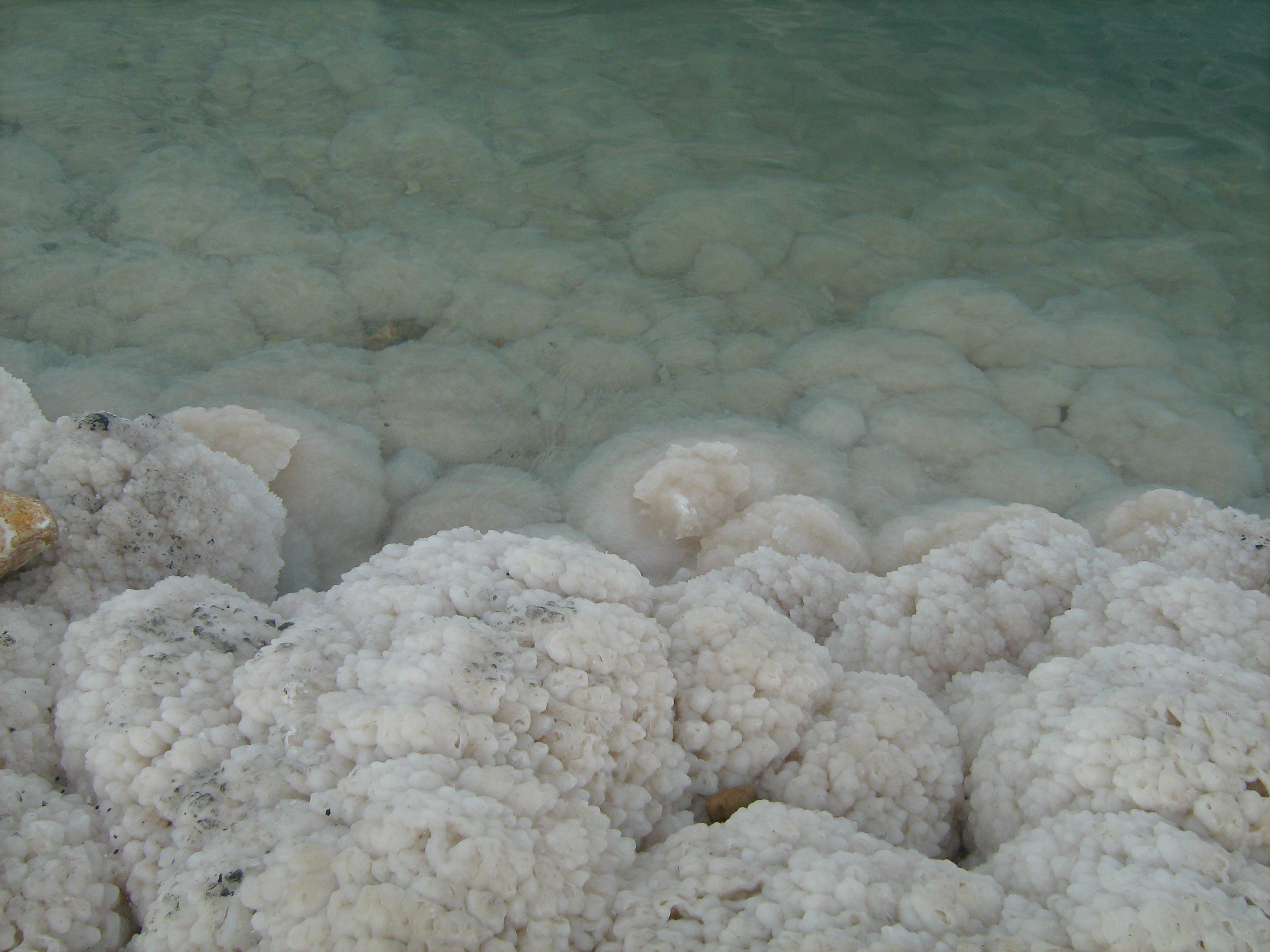
سنگ نمک بحرالمیت

ترکیبات مواد معدنی بحرالمیت با فصل، بارش، عمق رسوب و دمای محیط متفاوت است. بیشترین نمک اقیانوسی تقریباً ۸۵٪ کلرید سدیم (نمک طعام) است، در حالی که در بحرالمیت فقط ۳۰٫۵٪ از این نمک یافت می‌شود و باقی آن متشکل از دیگر مواد معدنی است. عمده یونهای محلول و معلق در بحرالمیت مطابق جدول زیر است :(لزوماً عدد درج شده مقدار واقعی این یون نمی‌باشد)
| یون‌های موجود در آب بحرالمیت |               |
| یون                         | غلظت (mg / L) |
| کلرید و برومید              | ۲۳۰٬۴۰۰       |
| منیزیم                      | ۴۵٬۹۰۰        |
| سدیم                        | ۳۶٬۶۰۰        |
| کلسیم                       | ۱۷٬۶۰۰        |
| پتاسیم                      | ۷٬۸۰۰         |

مواد معدنی موجود در بحرالمیت ناشی از جریانهای سیال عبارتند از:
| مواد معدنی موجود در بحرالمیت |              |
| مواد معدنی                   | محتوا (درصد) |
| سیلیکون دی‌اکسید              | ۲۰           |
| اکسید کلسیم                  | ۱۵٫۵         |
| اکسید آلومینیوم              | ۴٫۸          |
| اکسید منیزیم                 | ۴٫۵          |
| اکسید آهن (III)              | ۲٫۸          |
| اکسید سدیم                   | ۱٫۷          |
| اکسید پتاسیم                 | ۱٫۳          |
| اکسید تیتانیوم (IV)          | ۰٫۵          |
| تری‌اکسید سولفات              | ۰٫۴          |
| پنتوکسید فسفر                | ۰٫۳          |
| کلرید                        | ۶٫۷          |
| برومید                       | ۰٫۲          |

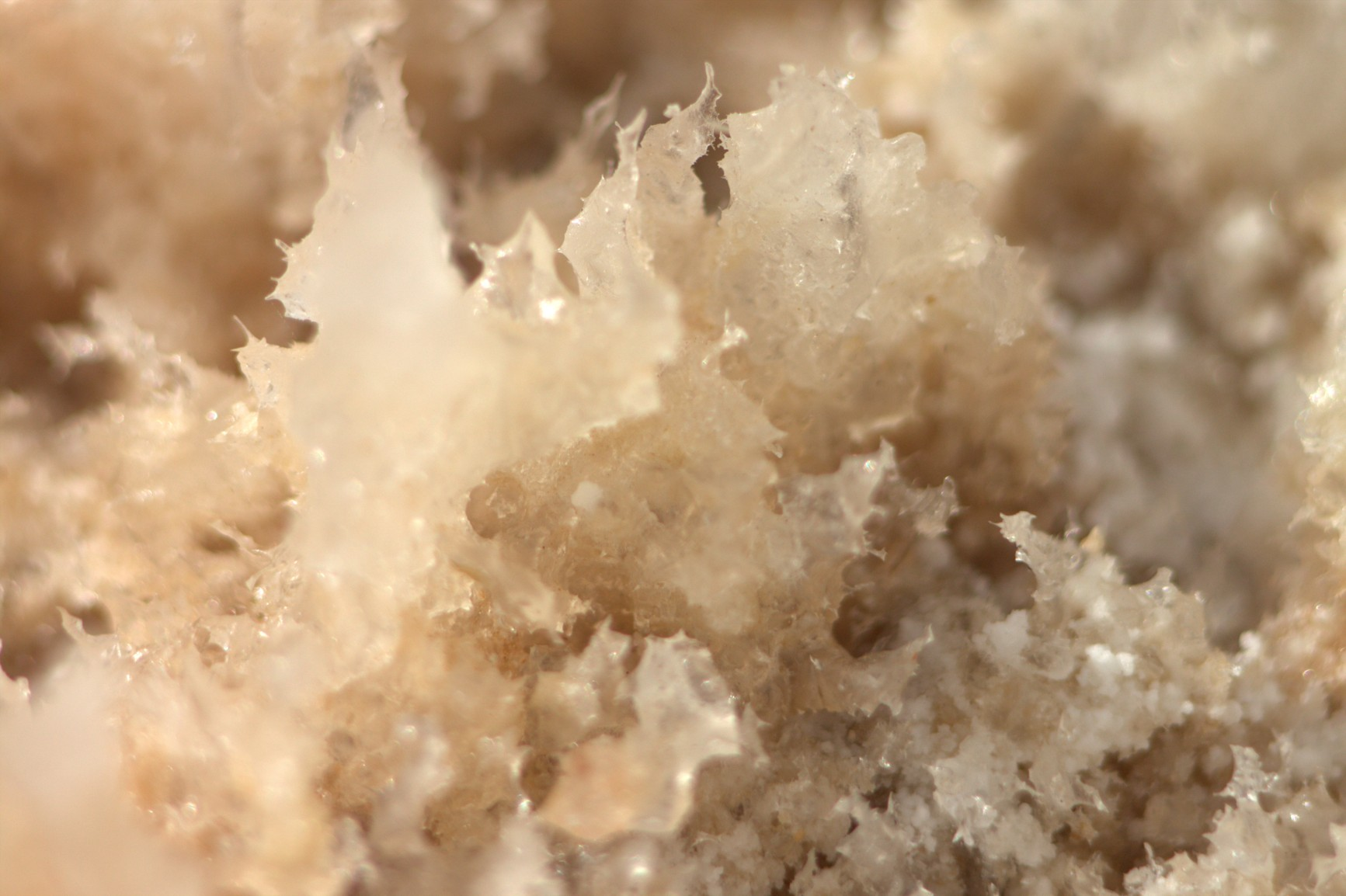
کریستال نمک بحرالمیت

اکسیدها به صورتی که مطالعه می‌شود بیان شده‌است، به عنوان مثال سولفات سدیم (Na2SO4) به دو صورت سدیم اکسید (Na2O) و سولفور تری‌اکسید (SO3) بیان می‌شود.

## خواص درمانی
خواص زیر برای نمک‌های بحرالمیت بیان شده‌است:
برای درمان شرایط روماتولوژیک مانند روماتیسم مفصلی، آرتریت روماتوئید و استئو آرتریت (آرتروز)، مواد معدنی از طریق پوست جذب شده و آب باعث افزایش جریان خون می‌شود.

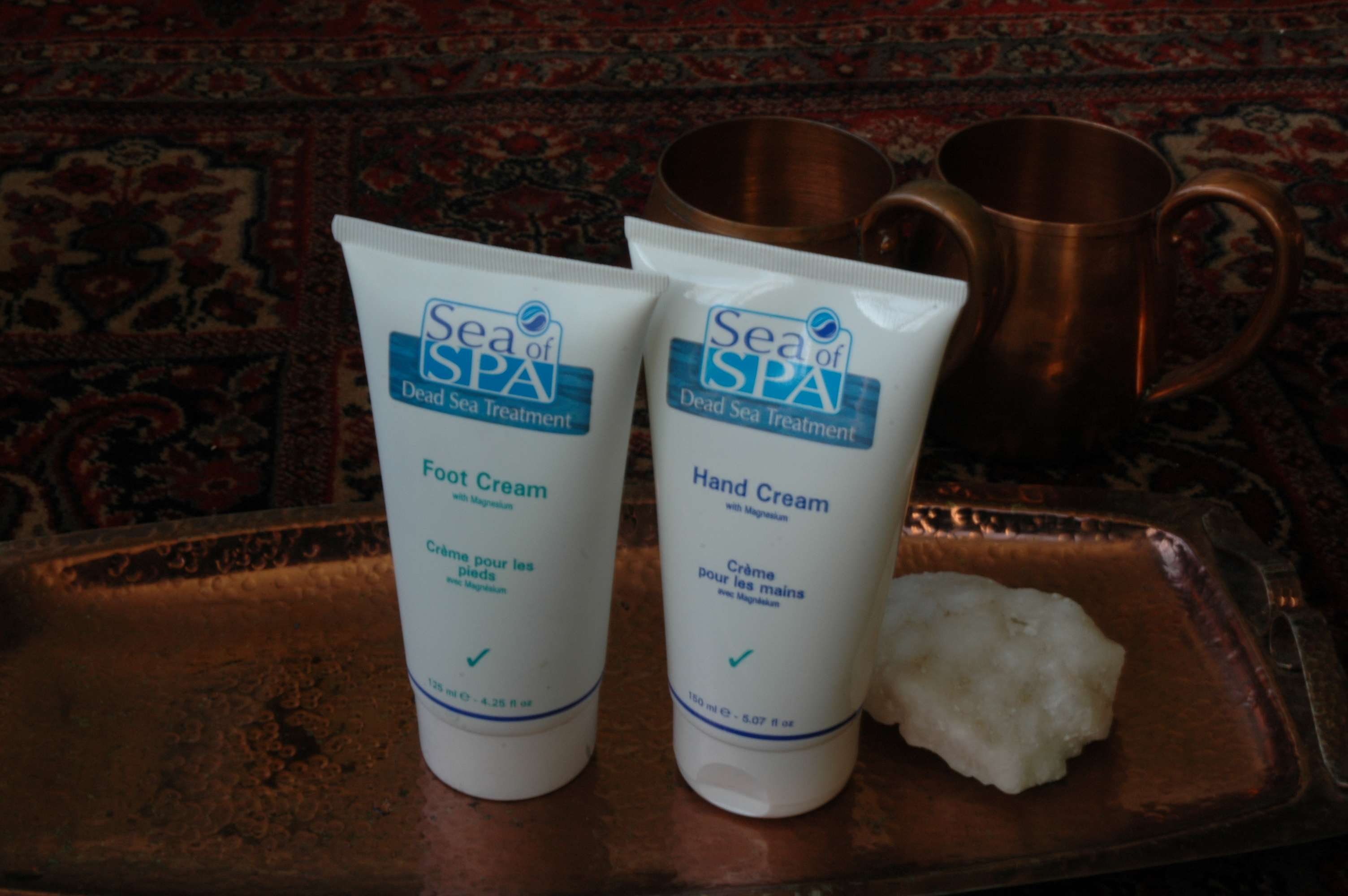
کرم پوستی ساخته شده از نمک بحر المیت

درمان بیماری پوستی، برای درمان اختلالات پوستی مانند آکنه و پسوریازیس که می‌توان با خیساندن ناحیه آسیب دیده طور منظم در آب بحرالمیت استفاده می‌شود، غلظت بالا منیزیم در نمک بحرالمیت ممکن است در بهبود هیدراتاسیون پوست و کاهش التهاب مفید باشد.
حمام گرفتن در غلظت نمک بالای آنجا که ۱۰ برابر اقیانوس است نیز خواص التیام‌بخش دارند. دریای مرده به یکی از مقاصد مسافرتی برای درمان پسوریازیس تبدیل شده‌است.تحقیقات انجام گرفته بروی بحرالمیت نشان میدهد که ترکیب شوری آب به همراه تابش بالای اشعه ماورا بنفش می‌تواند در درمان پسوریازیس، اگزما و ویتیلیگو مؤثر باشد.
نمک بحر المیت همچنین باعث کاهش چین و چروک پوست می‌گردد.

## استخراج منیزیم از نمک بحرالمیت

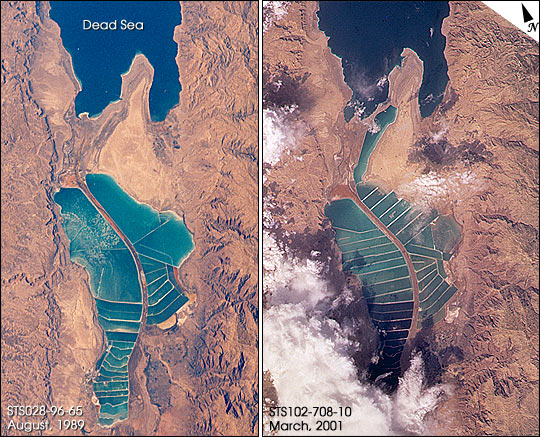
حوضچه های تغلیظ نمک برای استخراج منیزیم

در روش تولید منیزیم از آب بحرالمیت ، منیزیم به صورت هیدروکسید رسوب کرده و به وسیلهٔ واکنش با اسید کلریدریک، به کلرید منیزیم تبدیل می‌شود. کلرید منیزیم به وسیلهٔ تبخیر محلول، بازیافت شده و فلز منیزیم به وسیلهٔ الکترولیز نمک مذاب بدست می‌آید.
اولین مرحله از این فرایند فراهم کردن کلرید منیزیم-که به‌طور جزئی دهیدراته شده- یا کارنالیت دهیدراته می‌باشد. تغذیه‌های سلول صنعتی شامل مخلوطی از کلرید منیزیم دهیدراته، کلرید منیزیم جزئی دهیدراته شده یا کارنالیت دهیدراته می‌باشد.
کلرید منیزیم دهیدراته شده به وسیلهٔ یکی از این دو روش فراهم می‌شود: کلریده کردن اکسید منیزیم یا دهیدراته کردن آب نمک کلرید منیزیم.
سلول الکترولیتی شامل مخزن آجر کاری شده‌است که به محفظه‌های کاتد و آند تقسیم می‌شود. آند گرافیتی هوا- خنک شونده یا آب- خنک شونده و کاتد فولادی در الکترولیت متشکل از کلریدهای قلیایی با افزودنی کلرید منیزیم، غوطه ور می‌شوند. دمای کاری بین ۷۵۰–۶۸۰ درجه سانتی گراد است. کلرید منیزیم در سلول الکترولیتی مطابق واکنش زیر تجزیه می‌شود:
MgCl_2→Mg+Cl_2
منیزیم فلزی در کاتد تشکیل شده (روشن‌تر از الکترولیت است) و شناور می‌شود تا در قسمت کاتد جمع شود. کلر که محصول فرعی این فرایند است در آند جمع می‌شود.
در کشورهایی که انرژی الکتریکی ارزان است و بازار مصرف پایداری وجود دارد، تولید به روش الکترولیز به صرفه است. این مقرون به صرفه بودن زمانی بیشتر است که کلرید منیزیم مورد نیاز از منبعی مثل آب دریا تأمین شود.